# Унгурень (комуна, Ботошань)
Унгурень, Унгурені (рум. Ungureni) — комуна у повіті Ботошані в Румунії. До складу комуни входять такі села (дані про населення за 2002 рік):
- Борзешть (684 особи)
- Віколень (487 осіб)
- Дурнешть (279 осіб)
- Келугереній-Векі (401 особа)
- Келугереній-Ной (451 особа)
- Миндрешть (311 осіб)
- Міхай-Вітязу (505 осіб)
- Плопеній-Марі (838 осіб)
- Плопеній-Міч (529 осіб)
- Теутешть
- Унгурень (2573 особи)

Комуна розташована на відстані 386 км на північ від Бухареста, 17 км на північний схід від Ботошань, 99 км на північний захід від Ясс.

## Населення
За даними перепису населення 2002 року у комуні проживали 7058 осіб. Усі жителі комуни рідною мовою назвали румунську.
Національний склад населення комуни:
| Національність | Кількість осіб | Відсоток |
| -------------- | -------------- | -------- |
| румуни         | 7057           | > 99,9%  |
| угорці         | 1              | < 0,1%   |

Склад населення комуни за віросповіданням:
| Релігія       | Кількість осіб | Відсоток |
| ------------- | -------------- | -------- |
| православні   | 6913           | 97,9%    |
| адвентисти    | 67             | 0,9%     |
| п'ятдесятники | 62             | 0,9%     |
| баптисти      | 10             | 0,1%     |
| римо-католики | 5              | 0,1%     |
| атеїсти       | 1              | < 0,1%   |

## Зовнішні посилання
- Дані про комуну Унгурень на сайті Ghidul Primăriilor